# Nossa Senhora da Conceição (Angra do Heroísmo)
Nossa Senhora da Conceição es una freguesia portuguesa perteneciente al municipio de Angra do Heroísmo, situado en la Isla Terceira, Región Autónoma de Azores. Posee un área de 2,47 km² y una población total de 4 509 habitantes (2001). La densidad poblacional asciende a 1 825,5 hab/km². Se encuentra a una latitud 38ºN y una longitud 27ºO, estando a 1 m s. n. m.
- Datos: Q1882641
- Multimedia: Nossa Senhora da Conceição (Angra do Heroísmo) / Q1882641

1. ↑  Worldpostalcodes.org,[https://www.worldpostalcodes.org/l1/pt/pt/portugal/perfil/codigo-postal/9700-+053 código postal n.º 9700- 053].